# Eutrema heterophyllum
Eutrema heterophyllum är en korsblommig växtart som först beskrevs av William Wright Smith, och fick sitt nu gällande namn av Hiroshi Hara. Eutrema heterophyllum ingår i släktet skidörter, och familjen korsblommiga växter. Inga underarter finns listade i Catalogue of Life.